# セザール・ド・ノートルダム

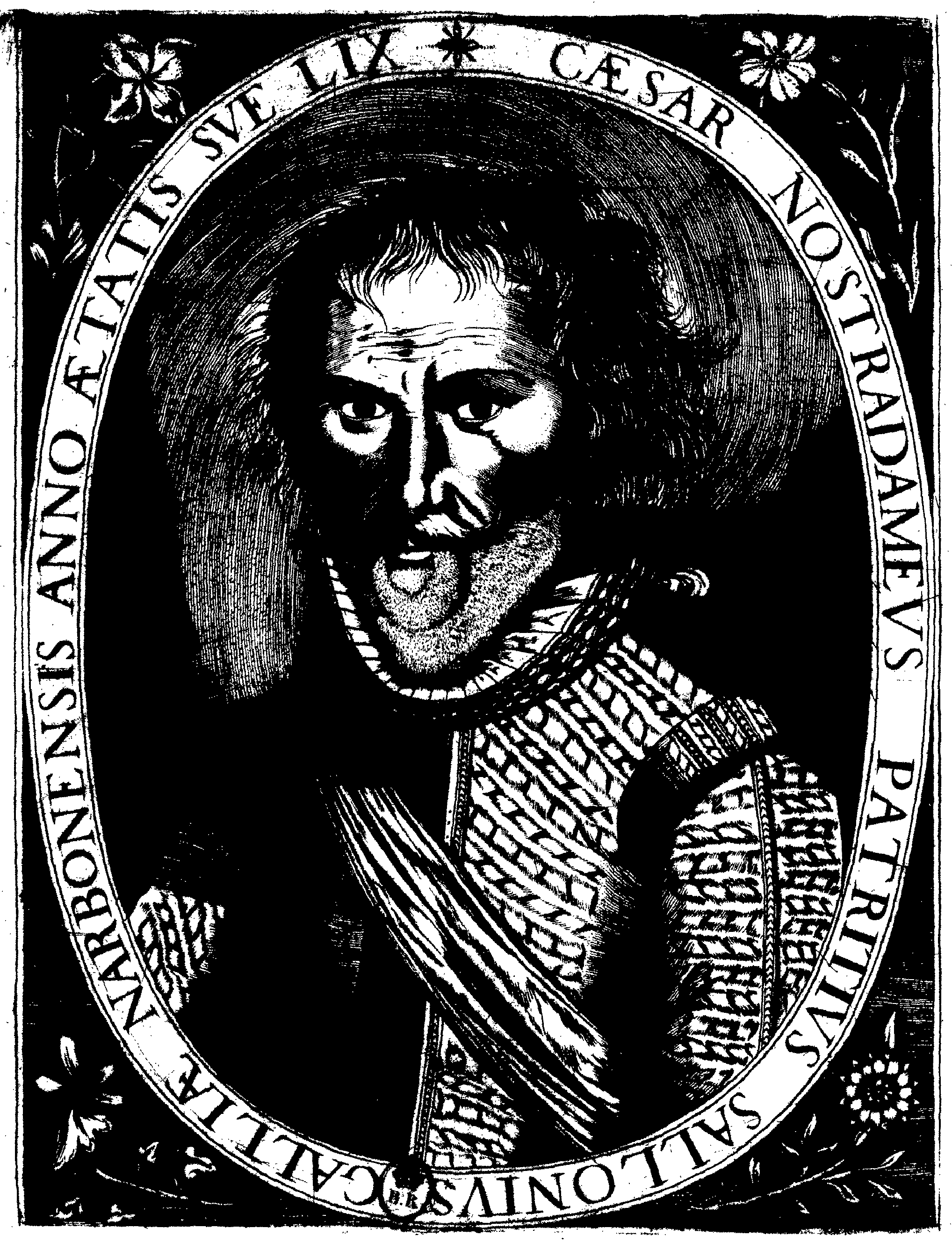

セザール・ド・ノートルダム（César de Nostredame, 1553年12月18日 - 1630年?）は、フランスの詩人、歴史家、画家。ノストラダムスの名で有名な医師・占星術師ミシェル・ド・ノートルダムの息子。フランス語やプロヴァンス語による詩を多く残した。なお、父と異なり、「ノストラダムス」の名はほとんど用いていない。

## 生涯
1553年12月18日、プロヴァンス州サロン・ド・クロー（現在のサロン＝ド＝プロヴァンス。以下、サロンと略記）で、ノストラダムスとその再婚相手アンヌ・ポンサルドの間に長男（第2子）として生まれた。幼年期、青年期のことは余りよく分かっていない。ただし、後年の彼自身の記述によれば、サン・バルテルミの虐殺の時にはパリに居合わせていたという。
画才にもある程度恵まれ、青年期には、パリの画家エチエンヌ・デュモンストリエ（1520年頃-1603年）やフランソワ・ケネル（1545年頃-1616年）に師事していたことがあったようである。登場人物のポーズや情景の色彩といった、視覚的な美しさを丁寧に描き出すことを特徴のひとつとする彼の詩には、そうした画家としての蓄積が投影されているとする専門家もいる。なお、音楽の方面でも、当時リュートの名手として知られていたとの指摘がある。
のち、サロンの名士として市政に携わり、1598年には筆頭執政官になっている。1600年11月に王妃マリー・ド・メディシスがサロンに入市した際に出迎えたのは、セザールであったという。
その傍ら作詩を中心とする文芸活動を行っていた。セザールがいつ頃から作詩を行っていたかは定かではないが、1590年代半ばから、複数の著作に詩や序文を寄せている。最初の単著は1598年の『サロン市の廃墟と悲惨』であったと思われる。以降、セザールの著作は、エクス＝アン＝プロヴァンス（以下エクスと略記）の出版業者ジャン・トローザン（活動期間:1597-1628年）やトゥールーズの出版業者コロミエ家によって、次々と刊行されていった。
また、具体的な期間は不明であるが、叔父ジャン・ド・ノートルダムの研究を引き継ぐ形で郷土史研究も行っていたものと推測され、その成果は1614年に1000ページを超える大著『プロヴァンスの歴史と年代記』として結実した。この文献は8部構成で、古代から16世紀末までのプロヴァンス史を扱っており、フレデリック・ミストラルも歴史に題材を採った作品のいくつかで、この文献を出典として挙げている。公刊には至らなかったものの、続編にあたる草稿の一部がカルパントラ市立図書館に現存している。
セザールの没年は1629年とされることが多かったが、現在では1630年1月23日付の遺言書が確認されている。なお、1604年にアダン・ド・クラポンヌの縁者に当たるクレール・ド・グリニャンと結婚したものの、子供はいなかった。

## 著作
- 『サロン市の廃墟と悲惨に関する言説 Discours sur les ruines et misères de la Ville de Salon』（エクス、1598年）
- 『真珠、あるいは聖女マグダラの涙 Les Perles, ou les Larmes de la sainctes Magdeleine』（エクス、1601年）
この文献は1606年にトゥールーズで再版された。また、1986年には仏文学者ロバート・コランによる校訂版がエクセター大学から刊行されている。
- 『フィレンツェからマルセイユに至る王妃の旅程で起こった本当の話 Le discours veritable de ce qui s'est passé au voyage de la Royne depuis son departement de Florence jusqu'à son arrivee en la ville de Marseille』（パリ、1601年）
この文献は、すぐ下の文献と合本されて1855年に復刻されたことがあった。
- 『王妃のサロン市への入市 L'Entree de la Royne en sa ville de Salon』（エクス、1602年）
この文献は、『王妃マリー・ド・メディシスのサロン入市』（L'entrée de la reine Marie de Médicis à Salon）という題で1855年に復刻された。現在はGoogle Book Searchで見ることが出来る。
- 『王太子殿下御生誕に寄せる讃歌 Hymne sur la naissance de Monseigneur le Dauphin』（エクス、1602年）
ここでいう王太子とは、前年に生まれたルイ（のちのルイ13世）のことである。
- 『王太子殿下と王妃のイメージ L'Image de Monseigneur le Dauphin et la Royne』（エクス、1602年）
- 『スキピオの夢 Le Songe de Scipion』（トゥールーズ、1606年）
- 『デュマス、あるいは義賊 Dymas, ou le Bon larron』（トゥールーズ、1606年）
- 『ナルキッソスの描写 Le Tableau de Narcisse』（刊行地・刊行年の記載なし）
1606年にトゥールーズで同じものが出たと記している書誌学者もいるが、現存はしない。
- 『悲しみのマリア La Marie dolente』（トゥールーズ、1606年）
この版は現存しないが、再版と思われる1608年頃の版（刊行地・刊行年の記載はない）は現存している。
- 『ギーズ公殿下の従者にしてリュートの名手シャルル・デュ・ヴェルディエの死を悼む詩篇 Vers funèbres sur la mort de Charles Du Verdier, escuyer de monseig. le duc de Guise et très excellent joueur de luth』（トゥールーズ、1607年）
- 『エスプリ的韻文 Rimes Spirituelles』（トゥールーズ、1607年）
この版は現存しないが、後出の再編集版で内容は知られている。
- 『英雄的掌編と様々な詩篇 Pièces héroïques et diverses poésies』（トゥールーズ、1608年）
1606年から1607年に刊行された作品を集めた再編集版

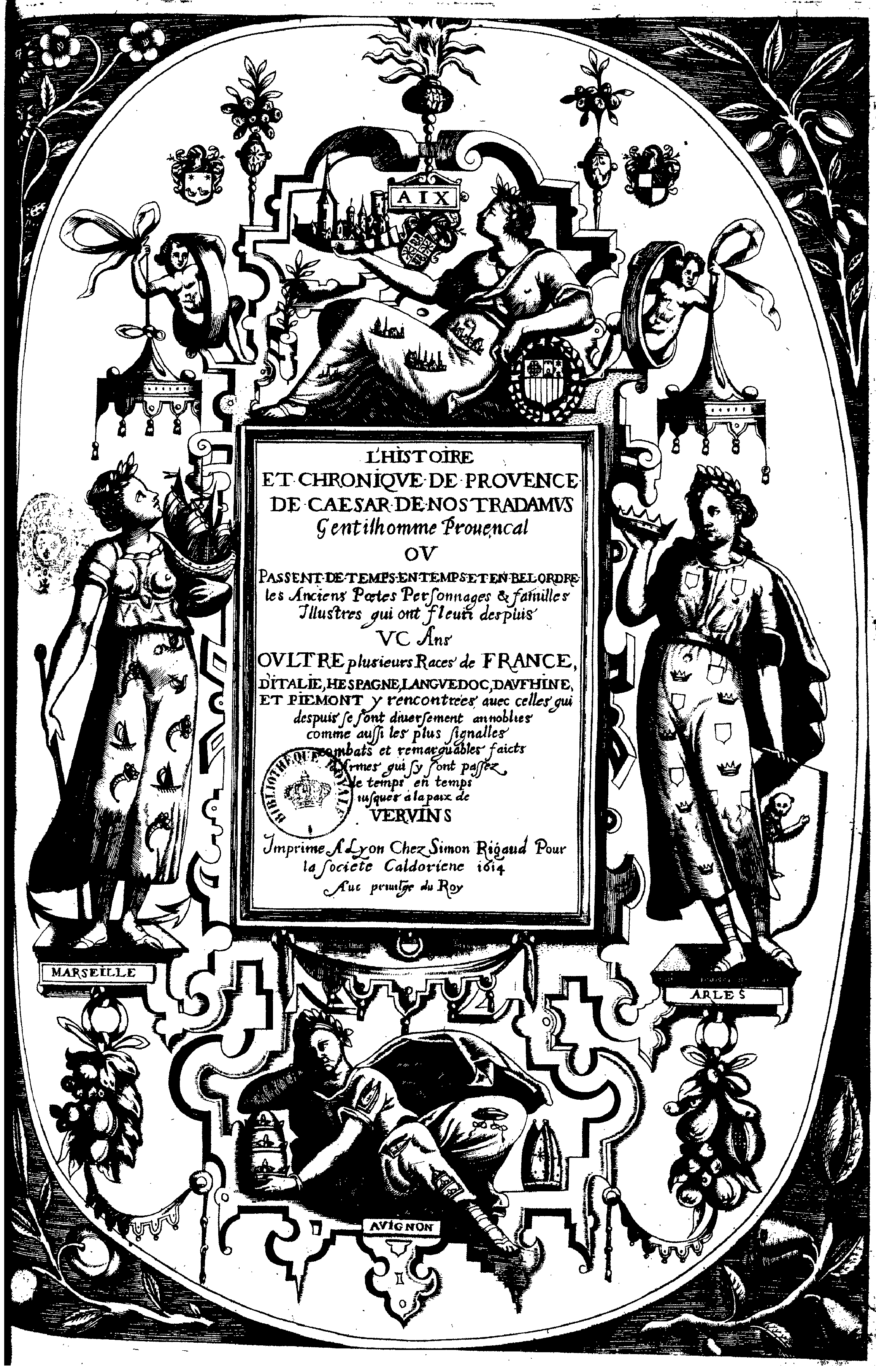
プロヴァンスの歴史と年代記

- 『プロヴァンスの歴史と年代記 Histoire et chronique de Provence』（リヨン、1614年）
この著作のみ、著者名が「セザール・ド・ノストラダムス」となっている。この文献は1624年に同じ版元から再版された。また、1970年にパリで、翌1971年にはマルセイユでそれぞれ復刻された。現在はガリカデジタル図書館（フランス国立図書館）で見ることができる。
- 『イッピアード、あるいはゴドフロワと騎士たち L'Hippiade ou Godefroi et les Chevaliers』（1620-1622年頃）
ポール・アルボー博物館（エクス）に現存している手稿。各巻1000行の詩から成る、全17巻の長大な寓話的叙事詩。パリでの出版を想定した緻密な扉絵と著者自画像の各スケッチを含んでいるが、公刊されることはなかったようである。
- 『第二ジュネーヴの占領前夜と異教のヒュドラ最期の窮地について。国王への予言 Sur la veille de la prise de la seconde Geneve & les derniers abbois de l'hydre de l'heresie. Prophetie. Au Roy』（エクス、1629年）
著者名はC. D. N. G. P. (= César de Nostredame, Gentilhomme Provençal)と略記されている。

また、著作ではないが、次のような文献も19世紀に出されている。
- Philippe Tamizey de Larroque, Les correspondants de Peiresc (II), César Nostradamus, Marseille: M. Olive, 1880

これは、エクス高等法院の参事官ニコラ＝クロード・ファブリ・ド・ペーレスクとセザールの往復書簡をまとめたものである。フィリップ・タミゼー・ド・ラロックによって、1879年から1897年までに全21集出されたペーレスクの往復書簡の第2集にあたる。現在はガリカデジタル図書館（フランス国立図書館）で公開されている。ほか、1895年になって、セザールの未発表の詩篇とするものも紹介されている（参考文献欄参照）。

## 絵画
セザール自身による作品名はついていないようである（サイズの単位はセンチメートル）。

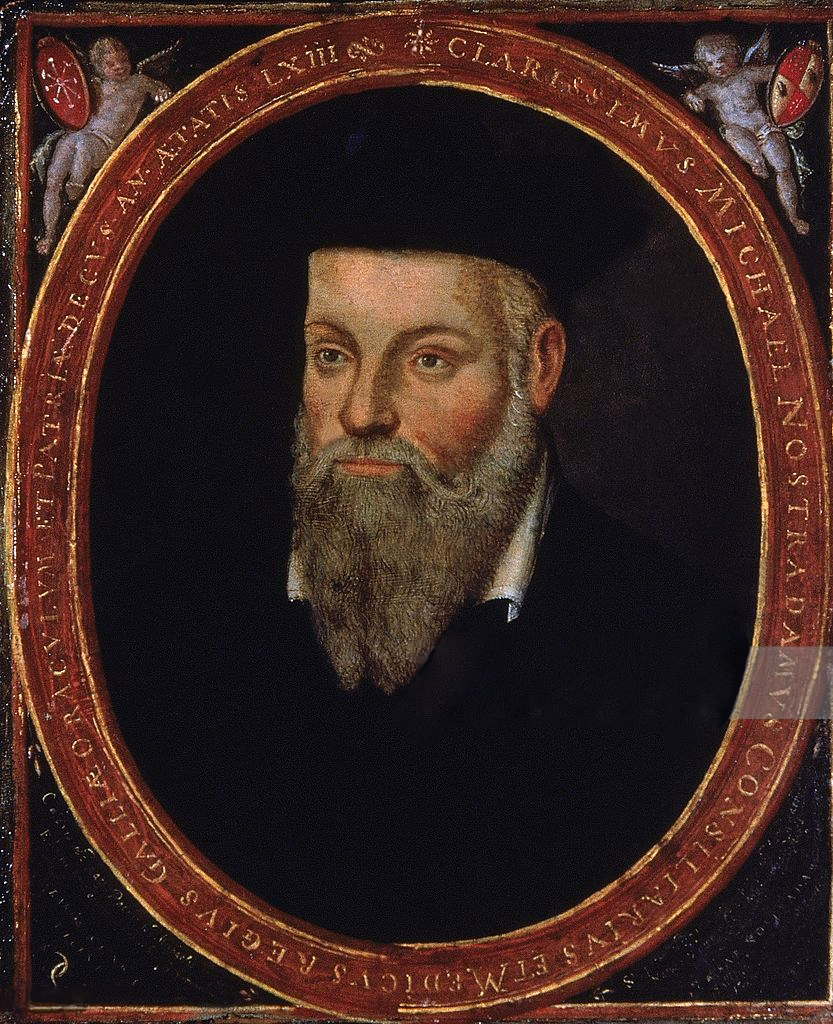
ノストラダムスの肖像画（1614年頃）

- ノストラダムスの肖像画（銅版、18×16。1614年頃）-メジャヌ図書館（エクス）所蔵。左右の上隅に天使を一体ずつ配した、楕円形の枠に収まっている構図の肖像画。『ノストラダムス大予言原典・諸世紀』 ISBN 4884810066 をはじめ、多くのノストラダムス関連の日本語文献で見ることが出来る、有名な肖像画のひとつ（右図参照）。1835年に同博物館に寄贈された。
- ノストラダムスの肖像画（銅版、38×29。作成時期未詳）-カルヴェ博物館（アヴィニョン）所蔵。伝えられるところによると、もともとこの絵は、墓碑とともに墓に掲げるために作成されたものであったという。ノストラダムスが58歳の時を描いているというが、その時セザールは8歳だったため、当時、もう一つの肖像画ともども、元になった肖像画があったのではないかと推測する論者もいる。
- 自画像（銅版、18×16。1616年）- メジャヌ図書館所蔵。天使が持っている紋章など細かい違いはあるものの、構図そのものは同博物館所蔵のノストラダムスの肖像画と同じである。